# Таволжанка (Саратовская область)
Таволжанка —железнодорожная станция в Романовском районе Саратовской области. Входит в состав Романовского муниципального образования. 

## География
Находится у железнодорожной линии Романовка-Балашов на расстоянии примерно 14 километров по прямой на юго-восток от районного центра поселка Романовка.

## История
Официальная дата основания 1896 год.

## Население
Постоянное население составило 25 человека (русские 92%) в 2002 году, 19 в 2010.